# Distancia disponible en despegue
La distancia disponible en despegue, conocida comúnmente como TODA (Take Off Distance Available) es la distancia total disponible para el despegue del avión hasta que este alcanza una altura de 35 pies AGL (sobre el terreno).
Así pues, supone la suma de pista disponible en despegue y la Zona libre de obstáculos si la hubiere.
- Datos: Q5808602